# DINFIA IA 35 ワッケーロ
DINFIA IA 35 ワッケーロ
- 用途：汎用機
- 設計者：クルト・タンク
- 製造者：DINFIA
- 運用者：アルゼンチン空軍
- 初飛行：1953年9月21日
- 生産数：50機+
- 運用開始：1957年

DINFIA IA 35 ワッケーロ（DINFIA IA 35 Huanquero）は、1950年代にアルゼンチンの DINFIAで製造された双発の汎用機である。

## 開発
IA 35 ワッケーロは、量産に入ったDINFIA（アルゼンチン）設計の最初の機種であった。片持ち式低翼単葉の主翼に高い位置の双垂直尾翼の全金属性（羽布張りの動翼部を除く）の機体に2基のIA 19R El インディオ 星型エンジンを搭載し、引き込み式の降着装置を有していた。設計チームは元フォッケウルフ社のクルト・タンク博士に率いられ、タンクはフォッケウルフ Ta 183を基にしたプルキー IIをも設計した。
IA 35 ワッケーロの試作機は1953年9月21日に初飛行を行い、続いて100機の量産が計画された。量産初号機は1957年3月29日に進空したが、計画された半分ほどが生産されただけで1960年代に生産中止となった。

## 派生型

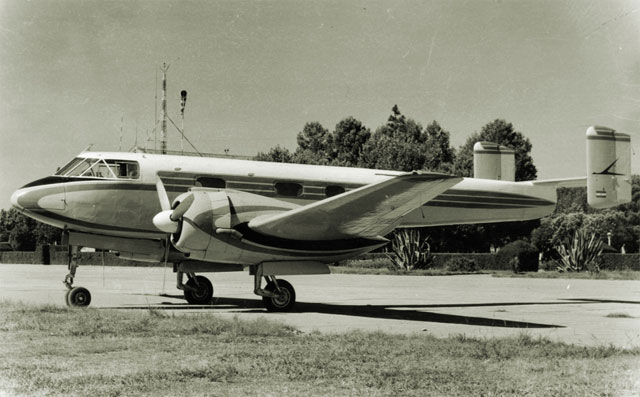
民間型のパンドラ

IA 35 Type 1A
IA 19R エル・インディオ 星型エンジンを搭載した高等計器飛行/航法練習機
IA 35 Type 1U
出力750hp (559kW)のIA 19SR1 エル・インディオ 星型エンジンを搭載した爆撃手/銃手用練習機
IA 35 Type II
IA 19R エル・インディオ 星型エンジンを搭載した3名の搭乗員と7名の乗客を乗せる小型輸送機版
IA 35 Type III
IA 19R エル・インディオ 星型エンジンを搭載した3名の搭乗員、4床の担架と看護人を乗せる救急搬送機
IA 35 Type IV
IA 19R エル・インディオ 星型エンジンを搭載した3名の搭乗員とカメラ操作員を乗せる写真偵察機版
コンスタンチア（Constancia） II
チュルボメカ バスタン ターボプロップエンジンを搭載した計画機
パンドラ（Pandora）
出力750hp (559kW)のIA 19SR1 エル・インディオ 星型エンジンを搭載した10名の乗客を乗せる民間旅客機版

## 運用
アルゼンチン
アルゼンチン空軍

## 要目
(IA 35 Type 1A)
- 乗員：3名
- 全長：13.98 m (45 ft 10+1⁄4 in)
- 全幅：19.60 m (64 ft 3+3⁄4 in)
- 全高：
- 翼面積：42 m2 (452.1 ft2)
- 空虚重量：3,500 kg (7,716 lb)
- 全備重量：5,700 kg (12,566 lb)
- エンジン：2 × IA 19R El インディオ 星型エンジン、462 kW (620 hp)
- 最大速度：361 km/h (225 mph)
- 巡航高度：6,400 m (21,000 ft)
- 航続距離：1,570 km (976 miles)